# James Hawkes
James Hawkes (* 13. Dezember 1776 in Petersham, Massachusetts; † 2. Oktober 1865 in Rochester, New York) war ein US-amerikanischer Jurist und Politiker. Zwischen 1821 und 1823 vertrat er den Bundesstaat New York im US-Repräsentantenhaus.

## Werdegang
James Hawkes wurde während des Unabhängigkeitskrieges in Petersham im Worcester County geboren und verbrachte dort seine Jugend. Die Familie zog 1789 nach Richfield im Otsego County. Er besuchte Gemeinschaftsschulen und unterrichtete an einer Schule in Richfield und später in Burlington. Dann zog er nach Richfield zurück und war zwischen 1815 und 1819 Sheriff im Otsego County. Er saß 1820 in der New York State Assembly.
Als Gegner einer zu starken Zentralregierung schloss er sich in jener Zeit der von Thomas Jefferson gegründeten Demokratisch-Republikanischen Partei an. Bei den Kongresswahlen des Jahres 1820 für den 17. Kongress wurde er im 15. Wahlbezirk von New York in das US-Repräsentantenhaus in Washington, D.C. gewählt, wo er am 4. März 1821 die Nachfolge von Robert Monell und Samuel Campbell antrat, welche zuvor zusammen den Distrikt im US-Repräsentantenhaus vertreten hatten. Er schied nach dem 3. März 1823 aus dem Kongress aus.
Am 2. Oktober 1865 verstarb er in Rochester und wurde dann auf dem Mount Hope Cemetery beigesetzt. Ungefähr drei Monate zuvor ging der Bürgerkrieg zu Ende.